# The Rainbow
The Rainbow je britská filmová adaptace románu D. H. Lawrence Duha. Natočil ji známý kontroverzní britský režisér Ken Russell v roce 1989. Snímek trvá 113 minut a pro otevřeně erotické scény byl ve většině států promítán pouze divákům starším osmnácti let.

## Děj
Film se odehrává na přelomu 19. a 20. století a vypráví příběh mladé velšské dívky Ursuly Brangwen (Sammi Davis), která se v dětství marně snažila chytit duhu a stále směřuje za uspokojením svých snů, jak to jen jde. Pochází z movité rodiny, ale ráda by se živila sama. Nastupuje jako učitelka do přeplněné londýnské školy, kde je konfrontována s tvrdou realitou.
Složité je i její sexuální dospívání. Nejprve ji svede její učitelka tělocviku Winifred (Amanda Donohoe), která se jí snaží znechutit lásku k mužům. Ursula však Winifred seznámí se svým bohatým strýcem Henrym (David Hemmings) a nevěřícně sleduje, jak Winifred svede tentokrát Henryho a zanedlouho se za něj provdá. Ursula se zamiluje do mladého důstojníka polského původu Antona Skrebenského (Paul McGann), jenž ji i učiní ženou. Jeho naléhání po svatbě však oslyší, vztah ukončí a vydá se za dalším hledáním životního štěstí.

## V hlavních rolích
- Sammi Davis – Ursula Brangwen
- Paul McGann – Anton Skrebensky
- Amanda Donohoe – Winifred Inger
- Christopher Gable – Will Brangwen
- David Hemmings – strýc Henry
- Glenda Jackson – Anna Brangwen
- Dudley Sutton – MacAllister